# (6213) Zwiers
(6213) Zwiers es un asteroide perteneciente al cinturón de asteroides, región del sistema solar que se encuentra entre las órbitas de Marte y Júpiter, descubierto el 24 de septiembre de 1960 por Cornelis Johannes van Houten en conjunto a su esposa también astrónoma Ingrid van Houten-Groeneveld y el astrónomo Tom Gehrels desde el Observatorio del Monte Palomar, Estados Unidos.

## Designación y nombre
Designado provisionalmente como 2196 P-L. Fue nombrado Zwiers en homenaje a Hendrikus Johannes Zwiers, astrónomo del Observatorio de Leiden que trabajó en astronomía posicional. Es más conocido por su método para calcular la órbita de los binarios visuales y por su cálculo de la órbita del cometa 17P/Holmes.

## Características orbitales
Zwiers está situado a una distancia media del Sol de 2,272 ua, pudiendo alejarse hasta 2,611 ua y acercarse hasta 1,933 ua. Su excentricidad es 0,149 y la inclinación orbital 1,343 grados. Emplea 1251,35 días en completar una órbita alrededor del Sol.

## Características físicas
La magnitud absoluta de Zwiers es 15,1. Tiene 2,807 km de diámetro y su albedo se estima en 0,324. 